# Polycarpa comata
Polycarpa comata är en sjöpungsart som först beskrevs av Joshua Alder 1863.  Polycarpa comata ingår i släktet Polycarpa och familjen Styelidae. Arten har ej påträffats i Sverige. Inga underarter finns listade i Catalogue of Life.